# Malawi nos Jogos Olímpicos
Malawi participou de 8 edições dos Jogos Olímpicos de Verão. A nação nunca competiu nos Jogos de Inverno. Malawi ainda boicotou os Jogos de 1976 e 1980 das Olimpíadas de Verão e voltou durante os Jogos de 1984.
Até o momento o país nunca ganhou uma medalha olímpica.